# Jean-Pierre Thiollet
Jean-Pierre Thiollet (sinh năm 1956 tại Poitiers) là nhà chính trị, nhà văn, nhà báo người Pháp.
Thường sống ở Paris, ông là tác giả của nhiều quyển sách và là một trong những nhà lãnh đạo của tổ chức sử dụng lao động Cedi ở châu Âu.
Vào tháng 10 2016, sau khi cống hiến một cuốn sách dành riêng cho Jean-Edern Hallier "cho thanh niên từ khu F của Euroland, nạn nhân của một tầng lớp chính trị tội phạm cũ vì hòa bình", ông tố cáo, trong một cuộc phỏng vấn với Causeur, "Tội ác của Pháp, do một giai cấp chính trị cầm quyền thực hiện, dù được cho là tả hay hữu".

## Tác phẩm chính
- Hallier, chagrins d'amour, Neva Editions, 2024
- Hallier tout feu tout flamme, Neva Editions, 2023
- Hallier en roue libre, Neva Editions, 2022
- Hallier, L'Edernel retour, Neva Editions, 2021
- Hallier, l'Homme debout, Neva Editions, 2020
- Hallier Edernellement vôtre, Neva Editions, 2019
- Hallier ou l'Edernité en marche, Neva Editions, 2018
- Improvisation so piano, Neva Editions, 2017
- Hallier, l'Edernel jeune homme, Neva Editions, 2016
- 88 notes pour piano solo, Neva Editions, 2015
- Piano ma non solo, Anagramme, 2012
- Bodream, Anagramme, 2010
- Carré d'Art, 2008
- Barbey d'Aurevilly, 2006
- Je m'appelle Byblos, 2005
- Sax, Mule & Co, 2004
- L'Anti-Crise, với M-F Guignard, 1994